# Distretto di Kishanganj
Kishanganj è un distretto dell'India di 1 294 063 abitanti, che ha come capoluogo Kishanganj.